# Гейсар Кашієва
Гейсар Сейфулла кизи Кашієва (азерб. Qeysər Seyfulla qızı  Kaşıyeva; 7 червня 1893, Тифліс — 17 квітня 1972, Баку) — азербайджанська художниця. Перша азербайджанка, яка здобула освіту художника.

## Біографія
Гейсар Кашієва народилася 7 червня 1893 року в сім'ї військового в Тифлісі. У 1907—1908 рр. навчалась в художньому класі при Кавказькому товаристві образотворчого мистецтва. На ранньому етапі творчості працювала в Закавказькому мусульманському жіночому благодійному товаристві, яка об'єднувала жінок тюрксько-мусульманської еліти Тифлісу, працювала над афішами і плакатами, писала запрошення на культурні заходи і т. д. Її перші роботи були написані аквареллю, олівцем, тушшю або вугіллям. Вчителями Гейсар Кашієвої були відомі німецькі художники — випускник Мюнхенської художньої академії Оскар Шмерлінг і Карл Зумер.
У 1916 році вона вийшла заміж за кадрового офіцера Ширін-бека Кесаманского, який повернувся після поранення під час Першої світової війни до Тифлісу, пізніше отримав звання полковника. У цьому ж році у них народилася дочка Лея. Але сімейне щастя тривало недовго. Чоловік художниці помер від малярії в 1919 році. Їхня єдина дочка згодом стане хіміком і помре в 1994 році.
Після створення незалежної Азербайджанської Демократичної Республіки Гейсар Кашієва переїхала до Баку (наприкінці 1918 року), де займалася просвітницькою роботою серед жінок, беручи участь у культурному житті молодої республіки. Після радянізації Азербайджану початку завідувати відділом образотворчого мистецтва при жіночому клубі імені А. Байрамова, де навчала дівчат у художньому класі. У ці роки Кашієва робила оригінальні ілюстрації для популярного жіночого журналу «Шярг гадыны». У 1930-ті роки Г. Кашієва вийшла заміж за партійного працівника Зульфугара Сейдбейлі. Дітей від цього шлюбу не було. У 1938 році чоловік Кашієвой був репресований. Художниця, як дружина «ворога народу», пішла за ним. Гейсар Кашієва була реабілітована і повернулася із заслання лише в 1956 році. Вона продовжувала малювати.
Померла художниця 17 квітня 1972 року в Баку. Альбоми з малюнками Гейсар Кашієвої зберігаються в Музеї мистецтв Азербайджану.

## Творчість
Незначна частина збережених творів Кашієвої знаходяться в Музеї мистецтв Азербайджану. Вони представлені альбомами з малюнками художниці. В Музеї історії Азербайджану зберігаються деякі особисті речі Гейсар Кашієвої та ескізи малюнків.
На ранньому етапі своєї творчості Кашієва створювала афіші та плакати для заходів Тифліського жіночого благодійного товариства. В період з 1905 по 1915 роки вона створила численні портрети, малюнки та пейзажі, працюючи аквареллю, чорною тушшю, олівцем і вугіллям. Серед творів цього періоду є «Портрет В. Гончарова» (1909), «Мусульманський інтелігент» (1912), «Берег озера» (1914), «Баба Яга» (1915) та інші
Намальовані Кашієвою після 1918 року в Баку аквареллю та маслом в реалістичному напрямі твори, такі як «Знатна жінка», «Старий сторож», «Грузинська дівчинка», «Охотник», «Пожежник», «Портрет Гоголя» тощо відрізняються своєрідністю виконання.

## Твори
- «Портрет Гончарова (1909)»
- «Типи Миколи Гоголя (1909)»
- «Мусульманський інтелігент (1912)»
- «Берег озера (1914)»
- «Баба-Яга (1915)»

## Галерея

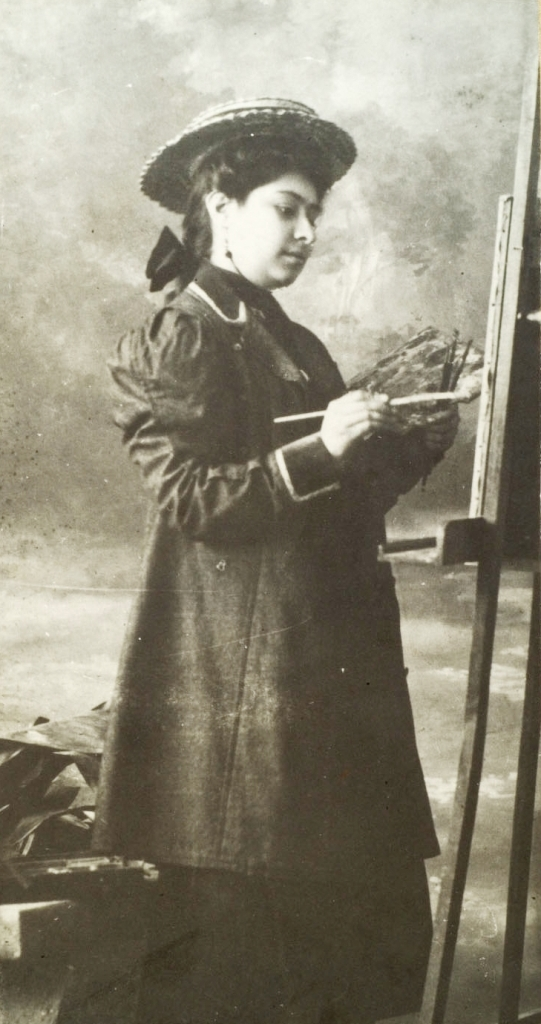
Гейсар Кашієва за роботою
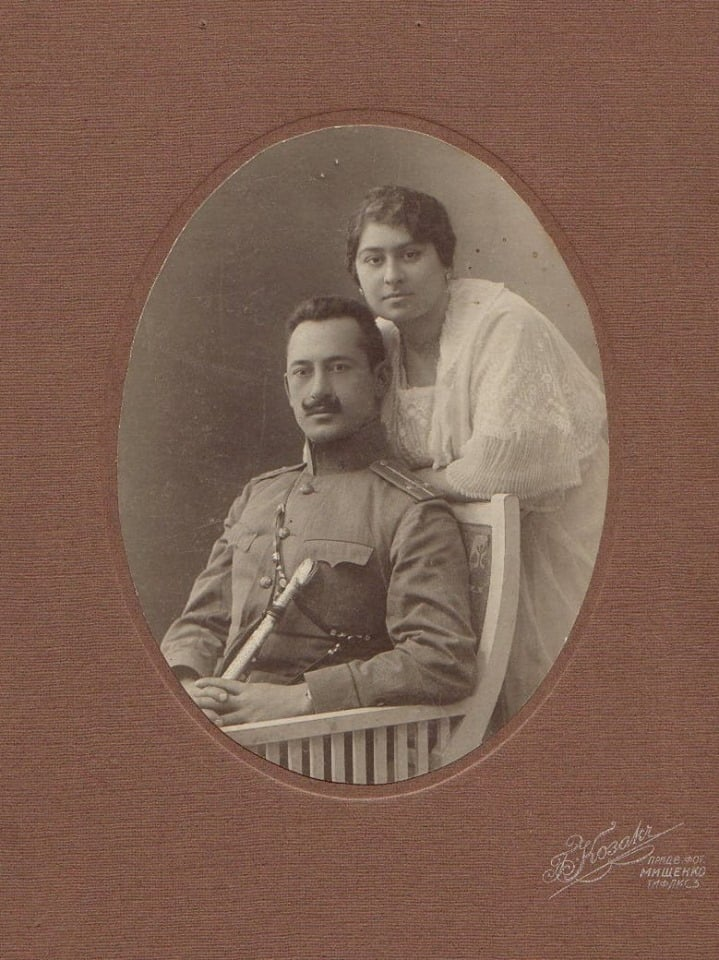
Гейсар Кашієва та її чоловік Ширин-бек Кесаманський